# Michał Jan Szczuka
Michał Jan Szczuka herbu Grabie – kasztelan miński w 1701 roku, ciwun trocki w latach 1696–1707, pisarz ziemski trocki w latach 1690–1703, miecznik trocki w 1685 roku, horodniczy trocki w latach 1683–1690, dyrektor trockiego sejmiku gromnicznego 1701 roku.
Deputat województwa trockiego do rady stanu rycerskiego rokoszu łowickiego w 1697 roku. Był elektorem Augusta II Mocnego w 1697 roku z województwa trockiego, jako deputat podpisał jego pacta conventa.